# Tomosvaryella bidens
Tomosvaryella bidens är en tvåvingeart som först beskrevs av Cresson 1911.  Tomosvaryella bidens ingår i släktet Tomosvaryella och familjen ögonflugor. Inga underarter finns listade i Catalogue of Life.